# Батура, Василий Иванович
Василий Иванович Батура — советский хозяйственный, государственный и политический деятель, Герой Социалистического Труда.

## Биография
Родился в 1912 году в селе Стайки. Член КПСС.
С 1930 года — на хозяйственной, общественной и политической работе. В 1930—1980 гг. — комсомольский работник, работник органов правопорядка в Киевской областях, участник Великой Отечественной войны, председатель колхоза имени XXII съезда КПСС, председатель ордена Ленина колхоза имени Бузницкого Мироновского района Киевской области.
Указом Президиума Верховного Совета СССР от 23 июня 1966 года присвоено звание Героя Социалистического Труда с вручением ордена Ленина и золотой медали «Серп и Молот».
Умер после 1989 года.

## Награды и звания
- Герой Социалистического Труда (23.06.1966).
- орден Ленина (23.06.1966, 08.12.1973, 22.12.1977)
- орден Октябрьской Революции (08.04.1971)
- орден Трудового Красного Знамени (26.02.1958)